# Вестник офтальмологии
«Вестник офтальмологии» — российский медицинский журнал, освещающий вопросы офтальмологии, диагностики и лечения болезней глаз.
Первый в России офтальмологический журнал, был основан в 1884 году профессором университета св. Владимира А. В. Ходиным и первые 20 лет выходил в Киеве под его редакцией. В 1904 году, в связи с болезнью Ходина, редакция была переведена в Москву. В 1904—1908 годах редактором журнала был профессор Московского университета А. А. Крюков.

## Тематика
Диагностика и лечение болезней глаз, гигиена зрения, профилактика глазных заболеваний, история отечественной офтальмологии, организация офтальмологической помощи населению, проблемы технического оснащения.
В журнале регулярно выступают практикующие хирурги-офтальмологи Ю. Н. Юсуф, А. А. Касьянов, А. С. Введенский и др.
Журнал реферируется в Excerpta Medica, Biological Abstracts, Chemical Abstracts, Index Medicus, Current Work in the History of Medicine, Science Citation Index, Current Contents, Helminthological Abstracts, Index to Dental Literature, Ulrich’s International Periodicals Directory.

## Редакция
- Главный редактор журнала — доктор медицинских наук, профессор, академик РАН, директор НИИ глазных болезней С. Э. Аветисов.

## ISSN
- ISSN 0042-465х

## Адрес
- 119435, Москва, Большая Пироговская улица, д. 2. стр. 5.